# Problem z wiernością
Problem z wiernością – drugi autorski album Janka Samołyka, wydany w 2012 r. przez Polskie Radio.

## Lista utworów
1. Problem z wiernością
2. Codziennie
3. Along the Way
4. Another Colour Everyday
5. Miss My Past
6. Sit by Me
7. Life of a Cat
8. Czy to jest przypadek
9. Pamiętam niektóre, zapomniałem wielu
10. Pamiętnik
11. Kapitan Czacza
12. About Time
13. Ossis vs Wessis
14. She Knows I'd Love to See Her